# Olipara ghanensis
Olipara ghanensis är en insektsart som först beskrevs av Van Stalle 1987.  Olipara ghanensis ingår i släktet Olipara och familjen kilstritar. Inga underarter finns listade i Catalogue of Life.